# Reer-Darwiish
Dhulbahante eller reer darawiish är en underklan till en av Somalias största klaner, Darod. Medlemmarna bor framförallt i Khatumo, Maakhir och Warderprovinsen i Etiopien. Flera prominenta somaliska idrottare har kommit från klanen. Bland annat Abdi Bile, Mohamed Suleiman. De största stammarna i Reer-Darwiish är Farah Garad och Mohamud Garad och Bah Nugal.